# Спікання
Спікання (рос. спекание, англ. sintering) — щільне з'єднання окремих частинок твердої речовини при високій температурі. Процес одержання твердих і пористих грудок із дрібнозернистих або пилуватих матеріалів; агломерація.

## Поширені визначення
- 1. Коалесценція (злиття) твердих частинок при нагріванні. Таке хімічне сполучення менших частинок у більші відбувається завдяки атомній дифузії.
- 2. Процес, у якому летка зола, котра утворюється при горінні палив (вугілля і т. і.), спікається при дуже високій температурі.
- 3. Агломерація каталізаторів під час їх експлуатації, що приводить до поступового зростання середнього розміру частинок. Цей процес називають також спіканням.